# Парламентские выборы в Италии (1913)
Всеобщие парламентские выборы 1913 года прошли 26 октября (первый тур) и 2 ноября (второй тур). На них были выбраны 508 членов Палаты депутатов Королевства Италия.
Доля активных избирателей по сравнению с предыдущими выборами снизилась. В голосовании приняли участие 5 100 615 человек из 8 443 205 имевших право голоса (население Италии на тот момент превышало 35 млн), таким образом явка составила 60,41 %.

## Ход выборов и их итоги
25 мая 1912 года состоялась реформа избирательной системы. Право голоса получили все грамотные мужчины в возрасте 21 года и старше, отслужившие в вооружённых силах. Кроме того, был отменён избирательный ценз для мужчин старше 30 лет. Благодаря этим изменениям количество избирателей выросло более чем в 3,2 раза. Депутаты, как и ранее, избирались в одномандатных округх в два тура, для победы требовалось получить большинство голосов.
В начале 1910-х годов в Италии резко обострились социальные и политические противоречия. Участились забастовки; рабочие требовали отставки либерального кабинета Джованни Джолитти. Во многом поэтому партии «Левая» и «Правая», много лет доминировавшие в политической жизни Италии, впервые в своей истории, пошли на выборы вместе, образовав коалицию «Либералы», в которую также вошли ряд мелких правых и правоцентристских партий. Благодаря объединению праволиберальная коалиция смогла одержать победу, получив более 53 % мест в парламенте. В то же время значительно усилила свои позиции в Палате депутатов левая оппозиция: социалисты и радикалы.
Выборы 1913 года отличались от предыдущих резким увеличением количества партий, претендующих на места в парламенте. К уже существующим организациям добавились Итальянская социалистическая реформистская партия (итал. Partito Socialista Riformista Italiano), созданная деятелями правого крыла соцпартии, Конституционная демократическая партия (итал. Partito Democratico Costituzionale), Итальянская националистическая ассоциация (итал. Associazione Nazionalista Italiana) и ряд других.

## Результаты выборов
| Партия                                            | Оригинальное название                          | Голоса    | %     | Места | Изменения |
| ------------------------------------------------- | ---------------------------------------------- | --------- | ----- | ----- | --------- |
| Коалиция «Либералы»                               | итал. Liberali                                 | 2 387 947 | 47,62 | 270   | ▼59       |
| Итальянская социалистическая партия               | итал. Partito Socialista Italiano              | 883 409   | 17,62 | 52    | ▲11       |
| Итальянская радикальная партия                    | итал. Partito Radicale Italiano                | 522 522   | 10,42 | 62    | ▲14       |
| Конституционная демократическая партия            | итал. Partito Democratico Costituzionale       | 277 251   | 5,53  | 29    | новая     |
| Католики                                          |                                                | 212 319   | 4,23  | 20    | ▲2        |
| Итальянская социалистическая реформистская партия | (итал. Partito Socialista Riformista Italiano) | 196 406   | 3,92  | 19    | новая     |
| Демократическая партия                            | (итал. Partito Democratico)                    | 138 967   | 2,77  | 11    | новая     |
| Итальянская республиканская партия                | итал. Partito Repubblicano Italiano            | 102 102   | 2,04  | 8     | ▼15       |
| Католики-консерваторы                             |                                                | 89 630    | 1,79  | 9     | новая     |
| Независимые республиканцы                         |                                                | 71 564    | 1,43  | 9     | новая     |
| Независимые социалисты                            |                                                | 67 133    | 1,34  | 11    | новая     |
| Итальянская националистическая ассоциация         |                                                | 65 671    | 1,31  | 8     | новая     |
| Недействительные голоса                           |                                                | 85 694    | -     | -     |           |
| Всего                                             |                                                | 5 100 615 | 100   | 508   |           |
| Зарегистрировано избирателей/Явка                 |                                                | 8 443 205 | 60,41 |       | ▼4,55     |